# PJ and Thomas
Timothy Paul Jasper "PJ" McKay et Thomas McKay (né Garrett) forment un couple américain de célébrités Internet, YouTubers, personnalités de télévision, rénovateurs et architectes d'intérieur, surtout connus pour leur chaîne YouTube éponyme ainsi que leur émission télévisée "Down to the Studs" sur HGTV sur la rénovation et le design d'intérieur.
En 2015, ils ont lancé leur chaîne YouTube intitulée "PJ & Thomas" qui se concentre sur leur vie personnelle et professionnelle, ainsi que leur site Web, leurs comptes Instagram et Twitter concernés par le style de vie et documentant le processus de leurs projets de rénovation et de décoration,,.